# Doron des Allues
Doron des Allues – rzeka we Francji, przepływająca przez teren departamentu Sabaudia, o długości 20,9 km. Stanowi dopływ rzeki Doron de Bozel.